# Doddington (Cheshire)

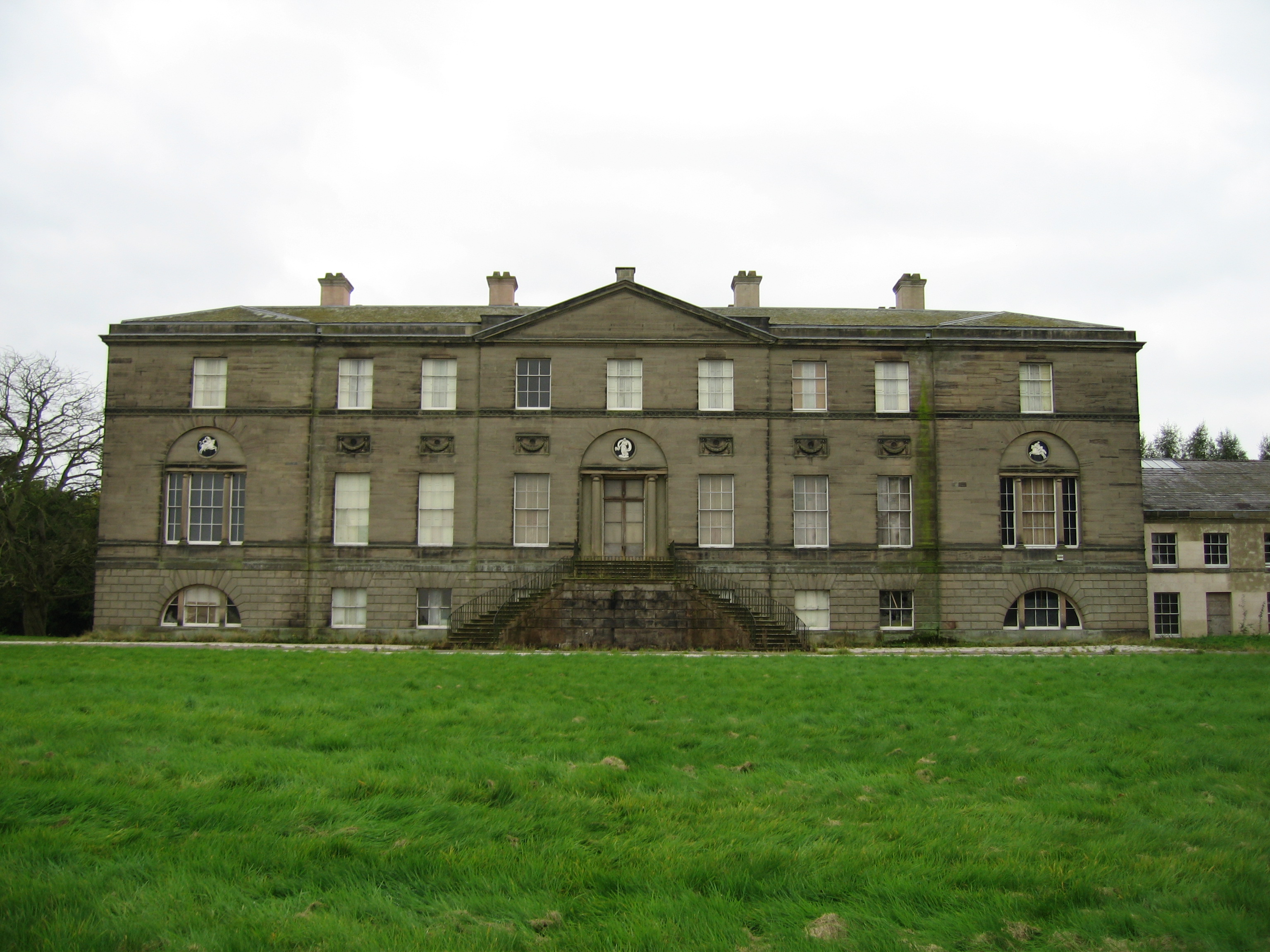
Doddington Hall

Doddington ist eine Civil Parish (Gemeinde) in der Unitary Authority Cheshire East und der Zeremoniellen Grafschaft Cheshire im Nordwesten Englands. Der Ort wird von der Straße A51 durchquert, die von Birmingham nach Chester führt. 2001 gab es 44 Einwohner.

## Doddington Park

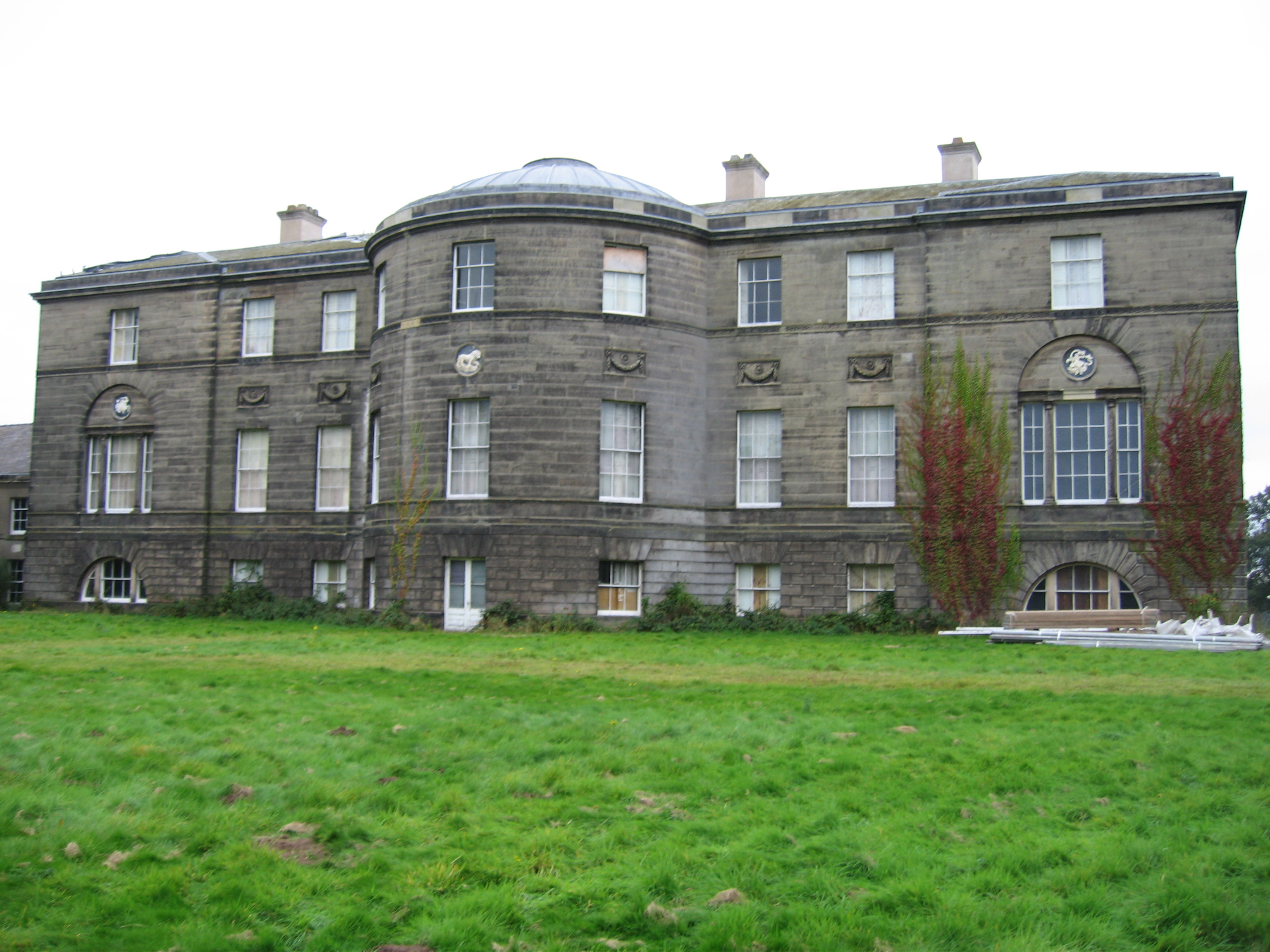
Doddington Hall (Rückseite)

In dem Park, der von Capability Brown gestaltet wurde, befinden sich das Landhaus Doddington Hall aus dem 18. Jahrhundert sowie Delves Hall, ein befestigter Turm aus dem 14. Jahrhundert. Auf dem Gelände steht auch St. John’s Church aus dem 19. Jahrhundert.